# Orange megye (Texas)
Orange megye az Amerikai Egyesült Államokban, azon belül Texas államban található. Megyeszékhelye és legnagyobb városa Orange. Lakosainak száma 84 808 fő (2020. április 1.).

## Szomszédos megyék
- Jasper megye (észak)
- Newton megye (észak)
- Calcasieu megye (kelet)
- Cameron megye (délkelet)
- Jefferson megye (nyugat)
- Hardin megye (északnyugat)

## Népesség
A megye népességének változása:
| Lakosok száma | 81 989 | 82 341 | 82 988 | 82 957 | 84 260 | 84 808 |
|               | 2010   | 2011   | 2012   | 2013   | 2015   | 2020   |